# Nowy cmentarz żydowski w Szczekocinach
Nowy cmentarz żydowski w Szczekocinach – kirkut powstał w XIX w. W czasie okupacji został doszczętnie zdewastowany przez nazistów. Po 1945 na terenie kirkutu wybudowano budynki spółdzielni gminnej. Kirkut znajduje się, przy ul. Lelowskiej 20.